# العلاقات البنغالية الصينية
العلاقات الصينية البنغلاديشية هي العلاقات الثنائية بين بنغلاديش و‌الصين. تملك بنغلاديش سفارة في بكين وقنصليات في هونغ كونغ وكونمينغ، وتملك الصين سفارة في دكا. يُعد البلدان عضوان في منتدى بي سي آي إم (منتدى بنغلاديش والصين والهند وميانمار للتعاون الإقليمي). تُعد العلاقة بين بنغلاديش والصين «شراكة تعاون إستراتيجية»، وذلك وفقًا لتصنيفات الحكومة الصينية.

## العلاقات الحديثة
اندلعت نزاعات جيوسياسية معقدة في جنوب آسيا، وذلك عند اندلاع حرب الاستقلال البنغلادشية لعام 1971. استفاد البنغلاديشيون من مساعدة الهند في نضالهم من أجل الحرية. خاضت الصين سابقًا حربًا مع الهند في عام 1962 وأصبحت حليفة لباكستان. استخدمت الصين باكستان بشكل حاسم كقناة للتقارب مع ريتشارد نيكسون وهنري كسنجر في الولايات المتحدة. استبدلت جمهورية الصين الشعبية تايوان (جمهورية الصين) كعضو دائم في مجلس الأمن التابع للأمم المتحدة في عام 1971. استُخدِم حق الفيتو الأول لها لدعم باكستان خلال الحرب الهندية الباكستانية في عام 1971. كانت دكا قريبة أيضًا من الاتحاد السوفيتي، في السنوات الأولى لاستقلال بنغلاديش، والذي كان منافسًا للصين بعد الانقسام الصيني السوفيتي. رفضت الصين عضوية بنغلاديش في الأمم المتحدة حتى عام 1974، وذلك على الرغم من دعمها لمعظم الدول حول العالم.
تغير الوضع بشكل كبير بعد الانقلابات العسكرية في بنغلاديش في عام 1975، فتسبب ذلك في إبعاد بنغلاديش لنفسها عن محور الحرب الباردة السوفيتية الهندية في جنوب آسيا. أقامت الصين وبنغلاديش علاقات دبلوماسية في يناير عام 1976. تزامنت هذه الفترة مع اعتراف معظم دول العالم بجمهورية الصين الشعبية باعتبارها الحكومة الشرعية الوحيدة للصين. شهدت الفترة أيضًا بدء الصينيين في تبني اشتراكية السوق. زار الرئيس ضياء الرحمن، الذي أعاد اقتصاد السوق الحر إلى بنغلاديش، بكين وأرسى أسس العلاقة، وزار العديد من القادة الصينيين دكا في أواخر سبعينيات القرن العشرين.
أقامت الصين علاقات عسكرية وتجارية وثقافية وثيقة مع بنغلاديش بحلول منتصف ثمانينيات القرن العشرين، وزودتها أيضًا بالمساعدات والمعدات العسكرية. استُقبِل رئيس بنغلاديش آنذاك حسين محمد إرشاد استقبالًا حارًا في بكين في يوليو عام 1987. شيّد الصينيون جسر الصداقة بين بنغلادش والصين، وافتتحوه على نهر بوريجانجا الذي يربط دكا ومونشيغانج كرمز لهذه العلاقات الدبلوماسية والعسكرية المتقدمة. أصدرت حكومة بنغلاديش في 4 أكتوبر عام 2000 طابعًا بريديًا بمناسبة الذكرى الخامسة والعشرين لإقامة العلاقات الدبلوماسية بين بنغلاديش والصين. قدمت الصين حينها مساعدة اقتصادية تبلغ قيمتها 300 مليون دولار أمريكي لبنغلاديش، وبلغت التجارة الثنائية قيمة تصاعدت إلى مليار دولار. ذهب رئيس مجلس الدولة الصيني ون جيا باو بزيارة رسمية إلى بنغلاديش في عام 2002، وأعلن البلدان عام 2005 «عام الصداقة البنغلادشية الصينية».
وقع البلدان على تسع اتفاقيات ثنائية مختلفة لتعزيز علاقاتهما المتبادلة. أُضيفت الصين كمراقب في رابطة جنوب آسيا للتعاون الاقليمي، وذلك بناء على دعوة رئيسة حزب بنغلاديش الوطني السيدة خالدة ضياء. تبرعت الصين بمليون دولار أمريكي للإغاثة وإعادة الإعمار في المناطق التي ضربها إعصار سيدر في عام 2007.

## تقاسم النهر الإقليمي
أظهر كل من بنغلاديش والهند قلقًا بشأن الخطط الصينية لسد وتحويل المياه من نهر براهمابوترا في التبت.

## الشتات
يوجد هناك شتات صيني كبير في مدينة دكا البنغلادشية، والذي وصل لأول مرة في أربعينيات القرن الماضي وعدد أقل من السكان في شيتاغونغ. يُعزى وجودهم إلى الحرب العالمية الأولى. يميل الكثير إلى العمل في صنع الأحذية أو المشاركة في تجارة الأفيون، وفتح آخرون العديد من المطاعم الصينية في جميع أنحاء البلاد مع إدخال لمسة المطبخ البنغلاديشي فيها. يدير البنغلاديشيون الصينيون العديد من صالونات التجميل الشعبية. تشمل المناطق المكتظة بالسكان الصينيين في دكا إمامغانج وميتفورد.